# Nadwozie wymienne

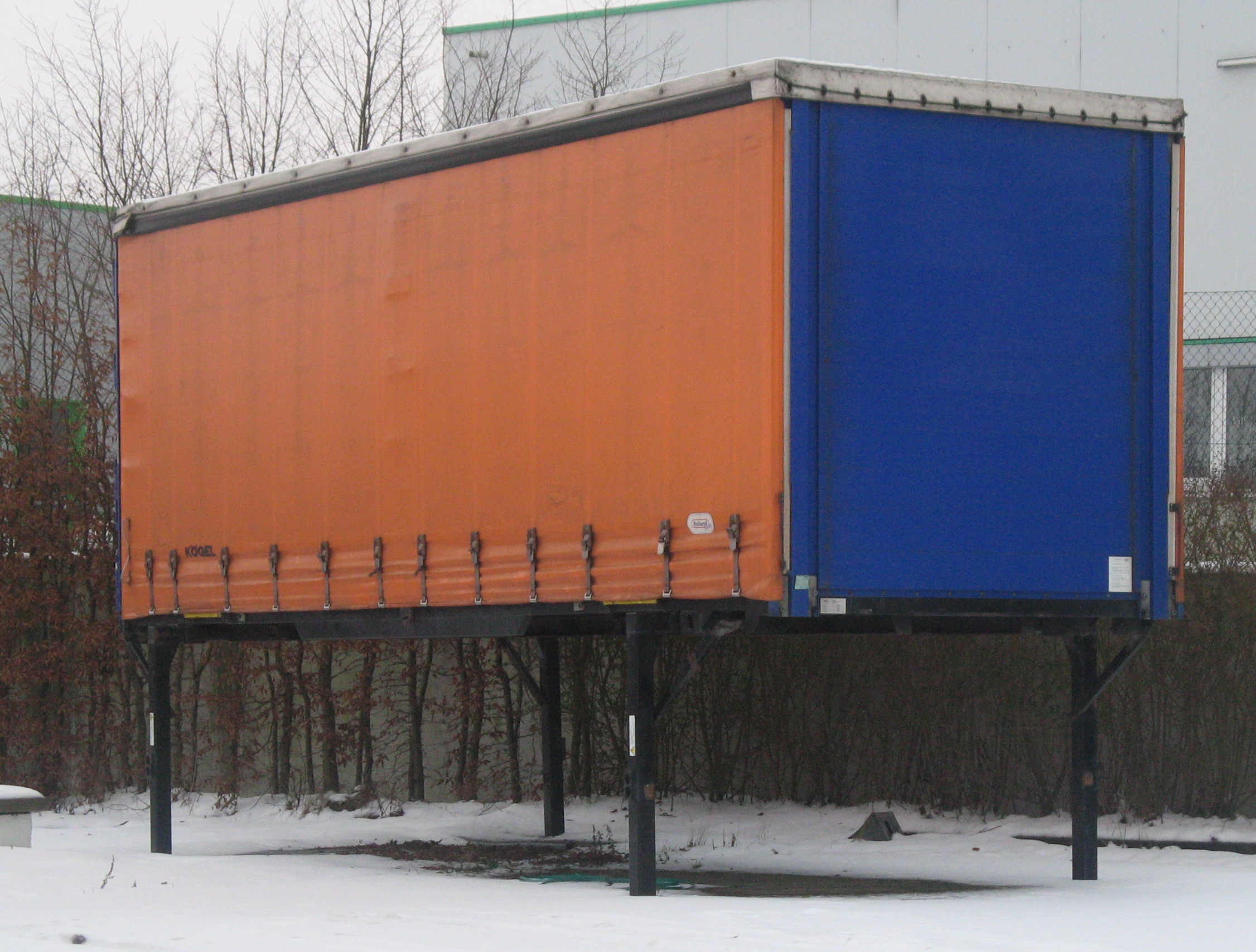
Nadwozie wymienne kurtynowe

Nadwozie wymienne, BDF (ang. swap-body system) – wymienna część pojazdu ciężarowego służąca do transportu towarów. Nadwozia wymienne są zgodne z normami i można je łączyć lub rozłączać bez użycia specjalnych technicznych środków pomocy. Są one stosowane głównie w transporcie kombinowanym (drogi/kolej). 

## Podział
Można wyróżnić nadwozia wymienne:
- chłodnicze
- kurtynowe
- wanna stalowa
- kontenery hakowe (skip)